# Vittorio Sella

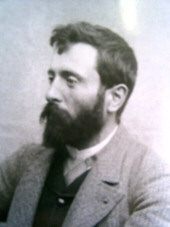
Vitoorio Sella rond 1889

Vittorio Sella (Biella, 28 augustus 1859 - aldaar, 12 augustus 1943) was een Italiaans alpinist en fotograaf en pionier in beide. Hij nam de eerste foto's op grote hoogtes van expedities in de Himalaya, Kaukasus, Alpen en Alaska waarvan enkele als de mooiste ooit worden bestempeld.

## Biografie
Vanaf 1889 ging Sella ook mee op expedities buiten de Alpen.  In Alaska klom hij in 1897 in het gebied van het Wrangell–St. Elias National Park and Preserve onder andere op de Malaspina Glacier en de Seward Glacier. In 1906 ging hij mee op een expeditie naar de Rwenzori-gebergte en in 1909 naar Karakoram voor de K2. Men kon de top van de K2 na herhaaldelijke pogingen niet beklimmen. Sella had ondertussen wel een hele reeks foto's genomen. 

## Eerbetoon
- De berghut Rifugio Vittorio Sella werd naar hem genoemd.
- Fotoboek "Vittorio Sella -Mountain Photographs 1879-1909"

## Afbeeldingen

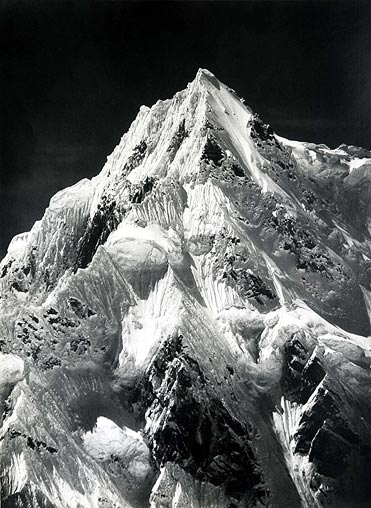
Top van de Siniolchu (1909)
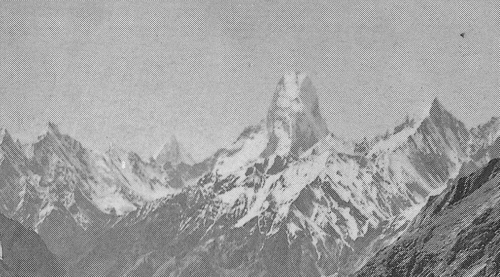
Muztagh Toren (1909)
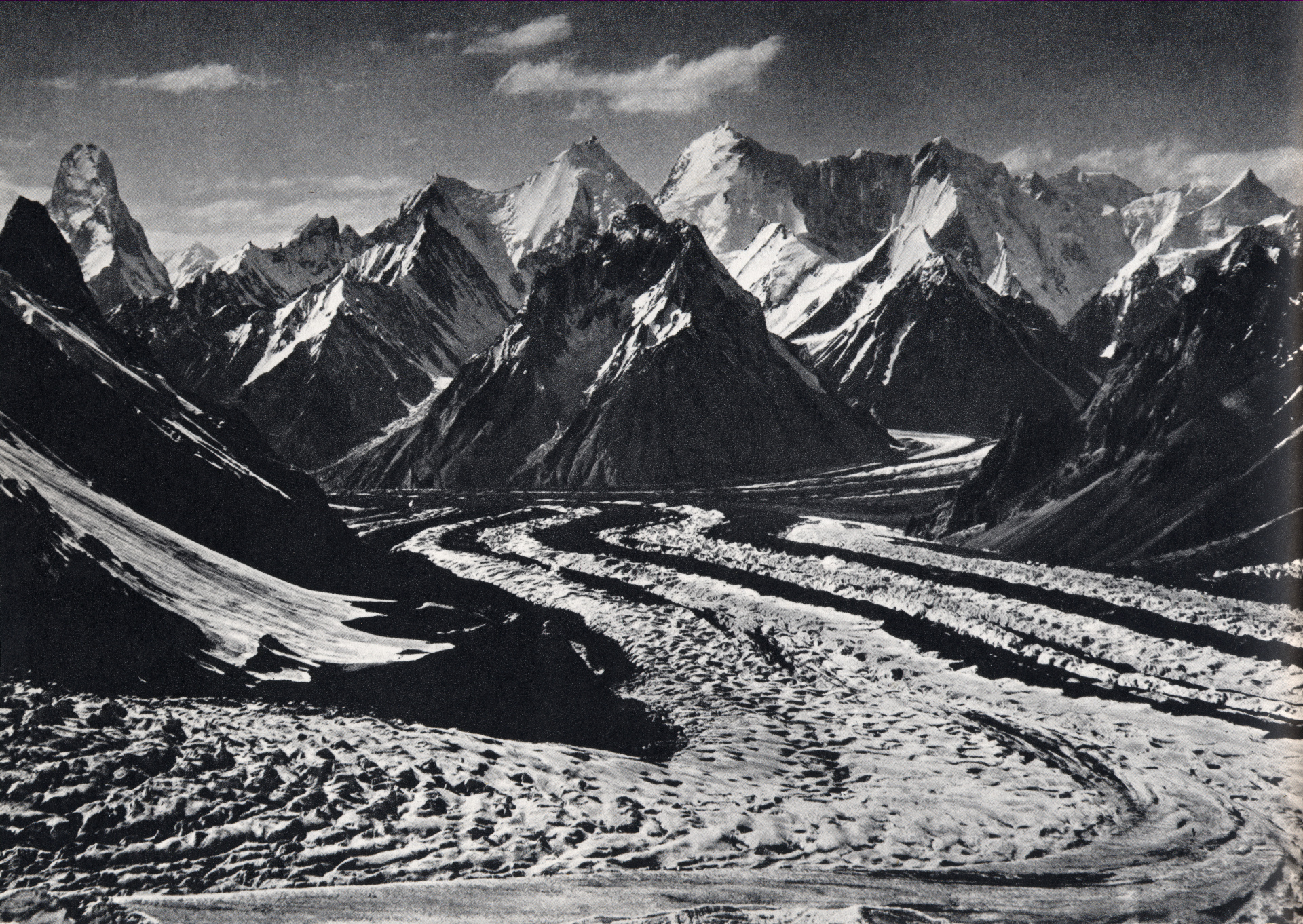
Baltoro Muztagh-gebied (1909)
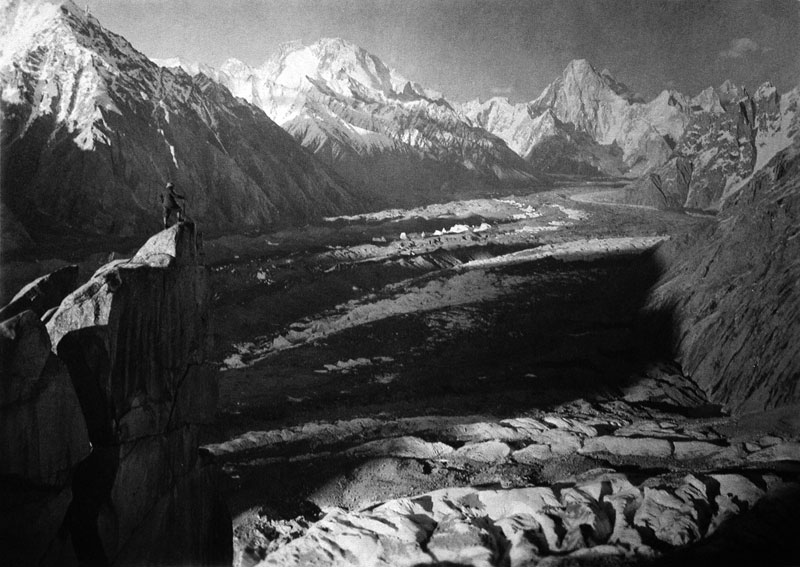
Baltorogletsjer (1909)
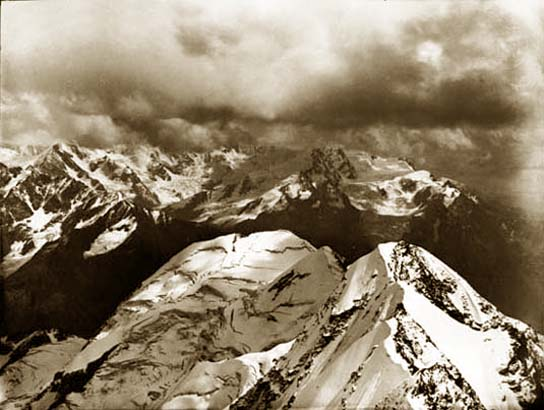
Kaukasus bergtoppen in Svaneti (1889-1990)
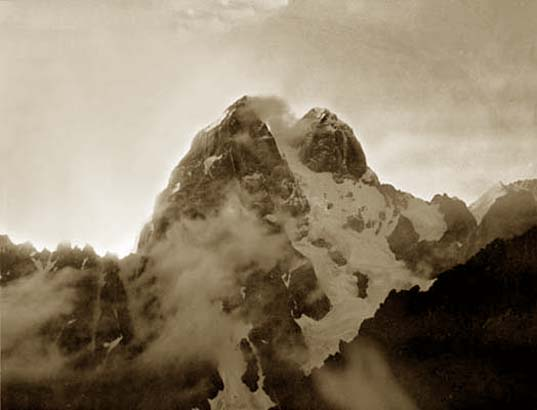
Ushba (1889-1990)

- Bibliothèque nationale de France: cb13557683b (data)
- Gemeinsame Normdatei: 122000161
- International Standard Name Identifier: 0000 0000 8102 3263
- Library of Congress Control Number: n82050805
- Nationale Bibliotheek van Israël: 987007345879805171
- Nederlandse Thesaurus van Auteursnamen: 071518312
- PIC: 22257
- RKD-Nederlands Instituut voor Kunstgeschiedenis: 280732
- Istituto Centrale per il Catalogo Unico: CFIV027154
- SNAC: w6xq02dn
- Système universitaire de documentation: 052487229
- Union List of Artist Names: 500074816
- Virtual International Authority File: 23012392
- WorldCat: E39PBJmhMw4W8bQGHYf9GHXmVC